# Eclipse lunar de 16 de agosto de 2008

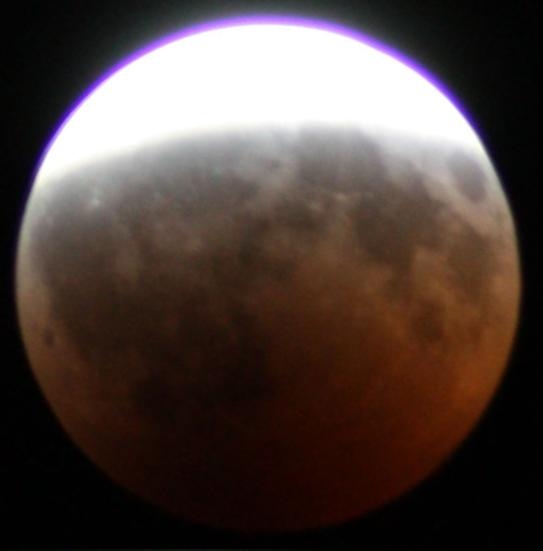
Máximo do eclipse parcial visto da Cidade do Cabo, na África do Sul

O eclipse lunar de 16 de agosto de 2008 foi o segundo eclipse do ano, e apenas parcial. Pôde ser visto da África, Europa Oriental, Ásia Central, Índia e do Oriente Médio.

## Galeria de imagens

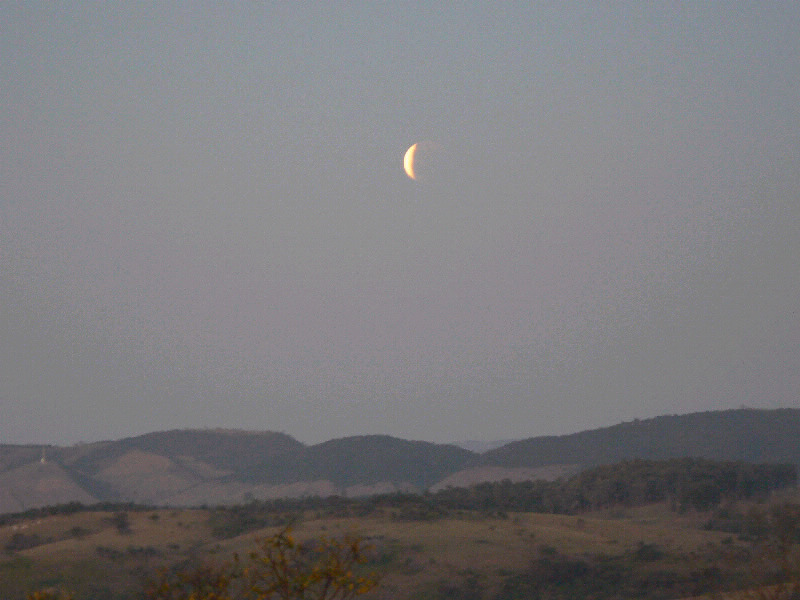
Jaguariúna, Brasil
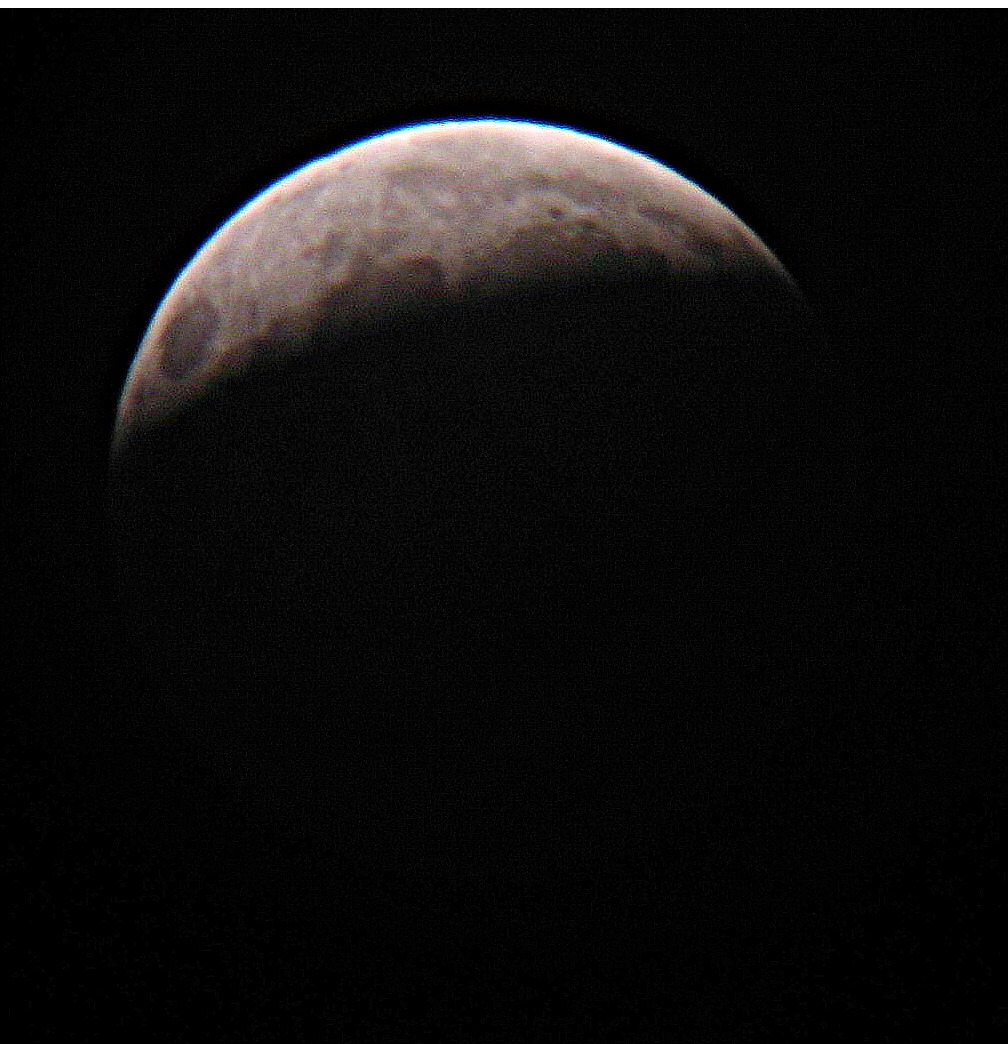
Groninga, Países Baixos
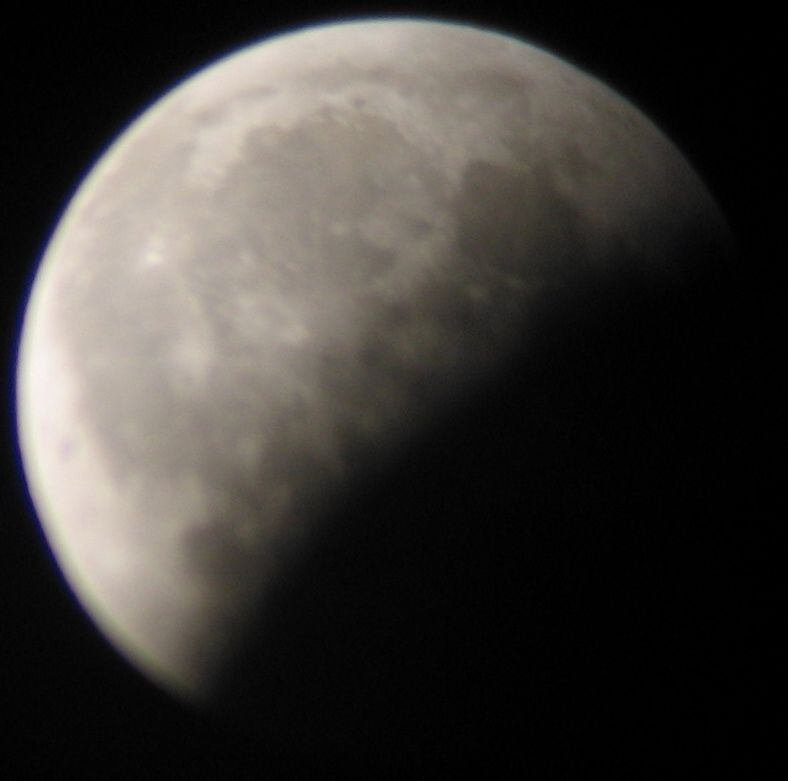
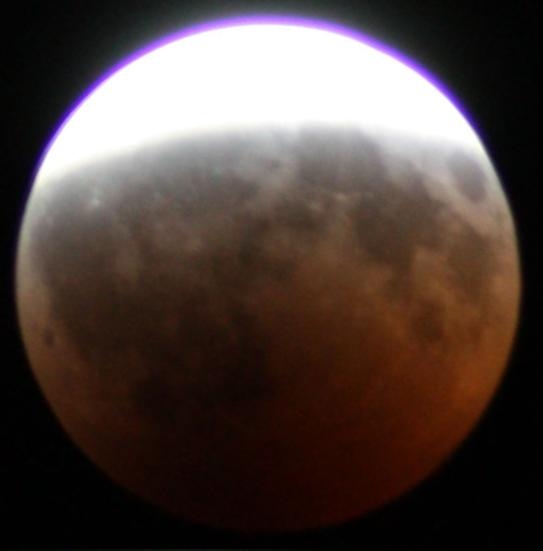
Cidade do Cabo, África do Sul
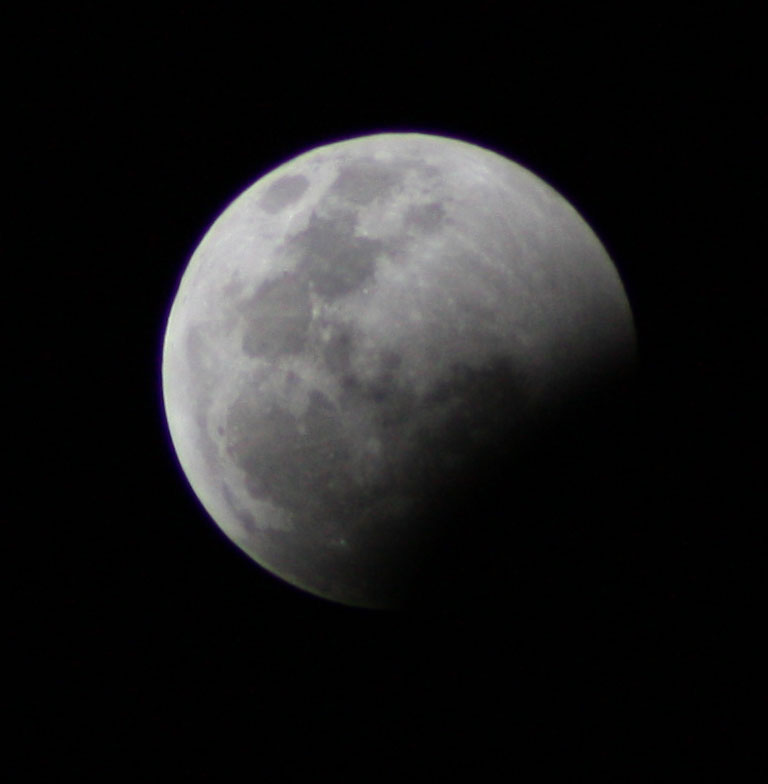
Cidade do Cabo, África do Sul
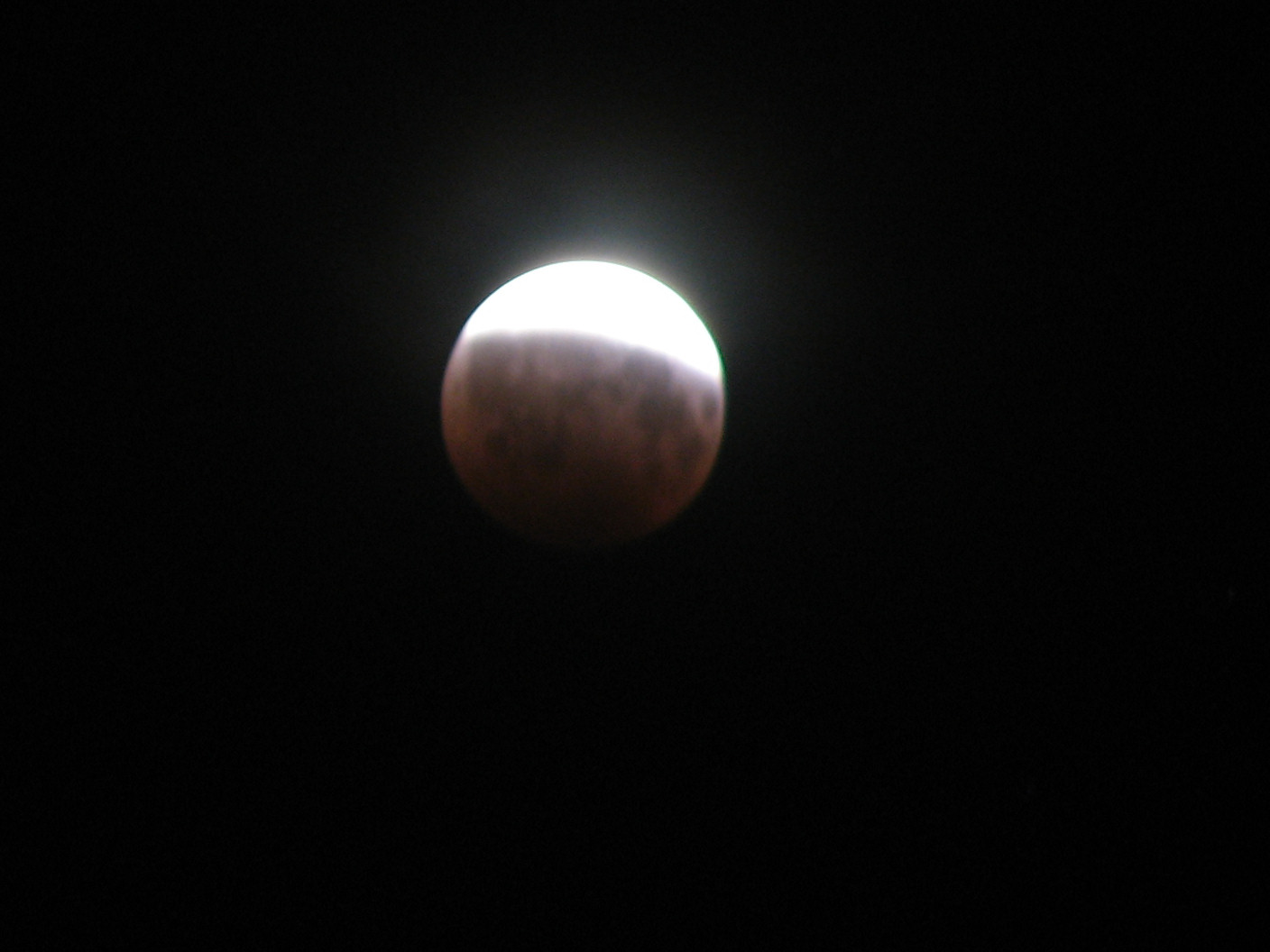
Bucareste, Romênia
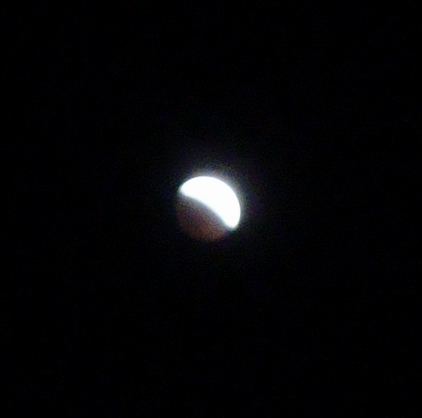
Dubai, Emirados Árabes Unidos